# Ngựa Oldenburg
Ngựa Oldenburg là một giống ngựa máu nóng (warmblood) có nguồn gốc từ góc phía tây bắc của Hạ Saxony, trước đây là Grand Duchy của Oldenburg. Giống ngựa này được lai tạo trên cơ sở ngựa của các trang trại và ngựa vận chuyển đa dụng, ngày nay được gọi là Alt-Oldenburger. Các con ngựa Oldenburg hiện đại được quản lý bởi Hiệp hội các nhà lai tạo của ngựa Oldenburger, trong đó tác động lựa chọn nghiêm ngặt của đàn giống để đảm bảo rằng mỗi thế hệ là tốt hơn so với lứa cuối cùng. Ngựa Oldenburgers là những con ngựa thể thao cao với khả năng nhảy và khả năng nhảy tuyệt vời. Sự sinh sản của ngựa Oldenburg được đặc trưng bởi các yêu cầu phả hệ rất tự do và việc sử dụng độc quyền ngựa giống tư nhân chứ không phải là hạn chế đối với một trang trại ngựa giống của nhà nước. Trừ khi trực tiếp bị sa thải bởi một con ngựa Thuần Chủng (Thoroughbred), hầu hết ngựa Oldenburgers được cho là quá chậm cho thi đấu sự kiện. Tất cả như nhau, năm 2006, Oldenburg Verband đứng thứ 11 trong Liên đoàn Chăn nuôi Thế giới về Ngựa thể thao (WBFSH) xếp hạng các sổ hướng dẫn đăng ký giống kèm với tỷ lệ lớn nhất trong các sự kiện quốc tế.
Một trong những con ngựa Oldenburg sớm nhất để đạt được các cấp cao nhất của môn thể thao là Volturno, một con ngựa đực đen sinh năm 1968. Năm 2001, Oldenburgers đã rất thành công trong môn thể thao trình diễn nhảy ngựa. Được cho là dũng cảm, thận trọng, mạnh mẽ, và chính xác hơn hàng rào, Oldenburg Verband là xếp hạng 7 trong bảng xếp hạng WBFSH của sách giáo khoa trong chương trình nhảy. Nhờ sự ưa thích của nhà vô địch World Cup 2006 Sandro Boy và Arko III, chỉ có Westphalia, Hanoverian, Dutch Warmblood và Holsteiner tập trung, Selle Français, và Warmblood của Bỉ đã có những màn trình diễn mạnh mẽ hơn trong thể thao quốc tế. Oldenburg đã trở thành đặc biệt thành công trong môn thi dressage, do nhiều thành công liên tục của nó. Trong năm 2006, ngựa Oldenburger là giống thành công thứ ba trong vòng thi ăn bận, chỉ có giống Warmblood Hanoverian và Hà Lan có bảng xếp hạng WBFSH cao hơn. Ngựa Oldenburg đã thi đấu trong tiết mục Dressage tại Thế vận hội. 